# Anschlussbahnhof
Anschlussbahnhof steht im Personen- und Güterverkehr der Eisenbahn für verschiedene Bahnhofsarten.

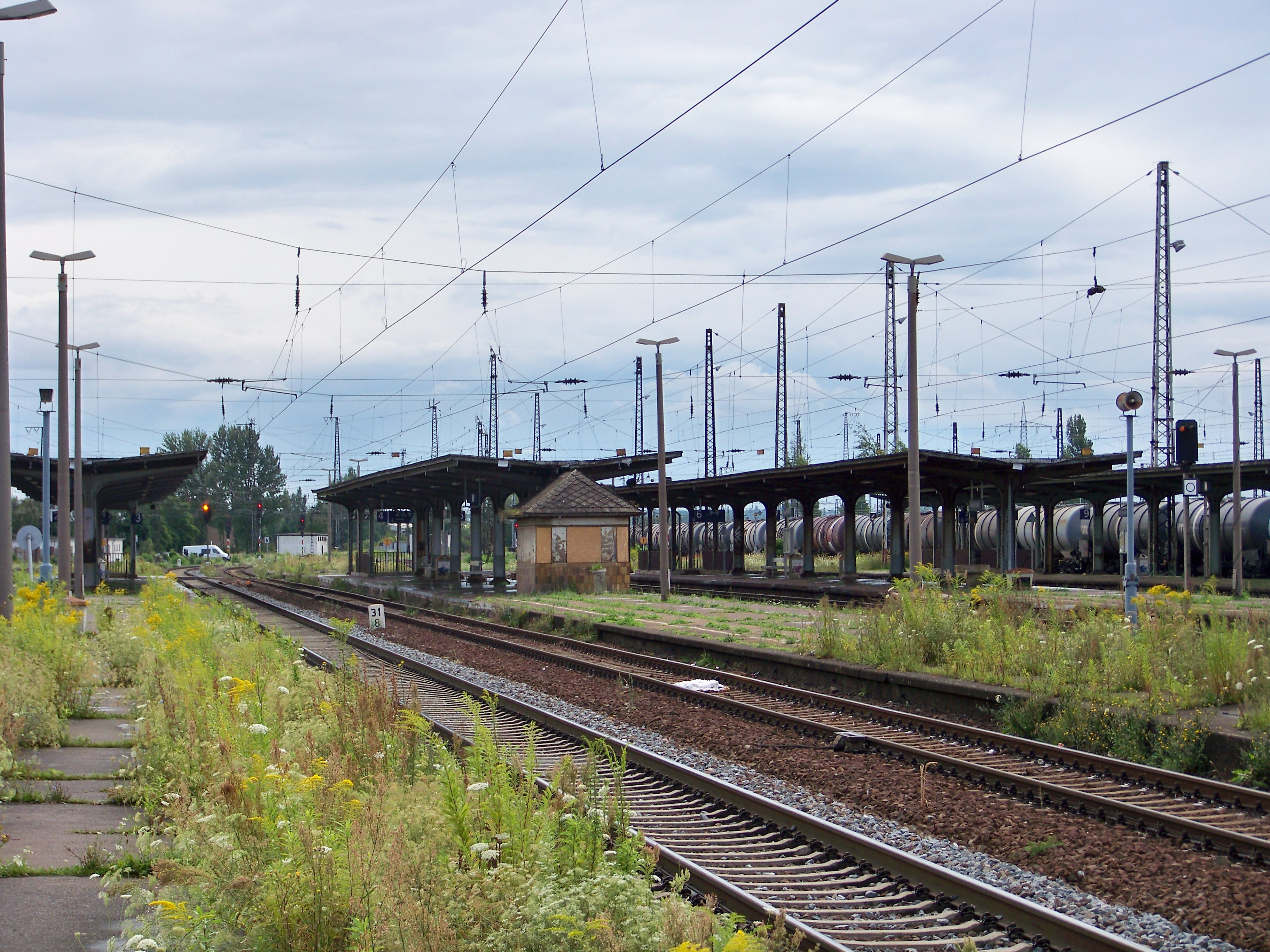
Bahnhof Großkorbetha, Güterwagen für die Anschlussbahn nach Leuna am rechten Bildrand

- Ein Anschlussbahnhof ist ein Bahnhof, an dem eine Bahnstrecke von einer durchgehenden Strecke abzweigt. Im Unterschied zu einem Trennungsbahnhof ist die in einem Anschlussbahnhof abzweigende Strecke von untergeordneter Bedeutung[1] bzw. es gibt keine regelmäßigen durchgehenden Zugfahrten zwischen beiden Strecken.[2] Typische Anschlussbahnhöfe sind Stationen, wo eine Neben-, Klein- oder Privatbahn von einer Hauptbahn abzweigt. Eine betriebliche Verbindung beider Strecken ist jedoch möglich,[3][4] es sei denn, unterschiedliche Spurweiten oder andere technische Gründe stehen dem entgegen.
Bei einem Trennungsbahnhof haben dagegen die abzweigende und die durchgehende Strecke vergleichbare Bedeutungen und es gibt regelmäßige Zugübergänge auf die abzweigende Strecke. Teilweise werden die Begriffe Anschlussbahnhof und Trennungsbahnhof aber auch synonym verwendet.[5]

- Bahnhof Großkorbetha, Güterwagen für die Anschlussbahn nach Leuna am rechten Bildrand Ein Anschlussbahnhof ist im Güterverkehr ein Bahnhof, der an einer öffentlichen Bahnstrecke liegt und gleichzeitig Start- oder Endpunkt einer dem Güterverkehr dienenden nicht öffentlichen Anschlussbahn ist.[2] Ein Beispiel ist der Bahnhof Großkorbetha an der Thüringer Bahn, wo eine Anschlussbahn zu den Leunawerken beginnt.

- Ein Anschlussbahnhof kann auch eine größere Betriebsstelle an einer solchen Anschlussbahn sein.[2]

- Ebenfalls kann mit dem Begriff ein Bahnhof bezeichnet werden, von dem Meldungen über Zugverspätungen an vorgelagerte Bahnhöfe und gegebenenfalls andere Institutionen erfolgen.[2]

- Umgangssprachlich ist ein Anschlussbahnhof ein Bahnhof, wo Reisende auf einen anderen Zug oder ein anderes Verkehrsmittel umsteigen.